# Haeterius hubbardi
Haeterius hubbardi är en skalbaggsart som beskrevs av Mann 1924. Haeterius hubbardi ingår i släktet Haeterius och familjen stumpbaggar. Inga underarter finns listade i Catalogue of Life.